# Amphixystis protelesta
Amphixystis protelesta är en fjärilsart som beskrevs av Edward Meyrick 1915. Amphixystis protelesta ingår i släktet Amphixystis och familjen äkta malar. Inga underarter finns listade i Catalogue of Life.